# Thalhimers
Thalhimers was een warenhuisketen in het zuiden van de Verenigde Staten. De keten was gevestigd in Richmond, Virginia en had op het hoogtepunt tientallen winkels in Virginia, North Carolina, South Carolina en één winkel in Memphis, Tennessee. Thalhimers tradities waren het meest opvallend tijdens de feestdagen, met bezoekjes van de stickeruitdelende Snow Bear en, in latere jaren, de komst van Lego Land in de winkel in het centrum van Richmond.

## Geschiedenis

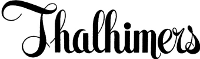
Oude logo

William Thalhimer emigreerde begin 19e eeuw vanuit Duitsland naar de regio Richmond. In 1842 opende hij een textielwinkel, die zijn kleinzoon, William B. Thalhimer, later omvormde tot het eerste warenhuis van Richmond. In 1978 werd het bedrijf, dat inmiddels was uitgegroeid tot een regionale warenhuisketen, overgenomen door Carter Hawley Hale Stores uit Californië.
Carter Hawley Hale was ooit eigenaar van diverse bekende warenhuizen, waaronder de luxe warenhuizen Neiman-Marcus en John Wanamaker. Na slechte financiële resultaten in de jaren 1980 en geplaagd door de effecten van de schuldenlast als gevolg van het afslaan van twee overnamepogingen met behulp van leveraged debt, besloot Carter Hawley Hale zich in 1990 te concentreren op zijn warenhuizen aan de westkust, zoals The Broadway, The Emporium en Capwell's, en verkocht Thalhimers voor $ 325 miljoen aan May Company, uit Saint Louis. 
Het warenhuis in Winston-Salem, North Carolina, gevestigd in het Sosnik-Morris-Early Commercial Block, werd in 1984 op de National Register of Historic Places geplaatst. 
In februari 1992 fuseerde Thalhimers met The Hecht Company (een divisie van May's in Washington, D.C.) en werden bijna alle vestigingen omgedoopt tot Hecht's, met uitzondering van de twee winkels in Charleston, South Carolina en de winkel in Memphis, Tennessee. Deze warenhuizen werden verkocht aan Dillard's. Ook de winkel in de Lynnhaven Mall bleef tot mei 1992 open onder de naam Thalhimers. De winkel in Lynnhaven werd in november van dat jaar een tweede vestiging van Hecht.
Nadat Federated Department Stores in 2005 May Company had overgenomen, werd het merkenportfolio in 2006 herzien, waarbij het grootste deel van de Hecht-divisie onderdeel werd van Macy's East. De Hecht-winkels in een groot deel van het voormalige Thalhimers-gebied werden onderdeel van Macy's South, samen met de Macy's-winkels in Louisiana en de meeste Foley's-winkels in Louisiana, Oklahoma en Texas (met uitzondering van de winkels in El Paso, die onderdeel werden van Macy's West).

## Warenhuis in Richmond
In 1939 werd de vlaggenschipwinkel van Thalhimers op de hoek van Seventh Street en Broad Street uitgebreid tot zes verdiepingen. Het restaurant, de Richmond Room, was de bron voor veel recepten die vandaag de dag nog steeds worden gepubliceerd. De Richmond Room had ook een fastfoodvariant: de keten Golden Skillet, met gefrituurde kip als hoofdgerecht. Jarenlang waren Thalhimers en concurrent Miller & Rhoads de trendy winkels in het centrum van Richmond.
Op 22 februari 1960 protesteerde een groep studenten van de Virginia Union University, de Richmond 34, tegen de rassenscheiding in de Richmond Room. Alle 34 demonstranten werden gearresteerd. Het waren de eerste massale arrestaties van de burgerrechtenbeweging in de stad. De zaak Raymond B. Randolph, Jr. v. Commonwealth of Virginia (1961) zou testen of wetten over huisvredebreuk een schending van de vrijheid van meningsuiting vormden.
Samen met diverse andere vestigingen van Thalhimers sloot de vlaggenschipwinkel in het stadscentrum op 22 januari 1992, nadat de warenhuisketen was overgenomen door May Company. Het was het laatste grote warenhuis in het ooit zo drukke winkelgebied. Concurrent Miller & Rhoads sloot in januari 1990. Het gebouw bleef leegstaan totdat het op 12 juni 2004 werd gesloopt om plaats te maken voor een centrum voor podiumkunsten.
De geschiedenis van het warenhuis, samen met de geschiedenis van de familie Thalhimer, is vastgelegd in het boek Finding Thalhimers uit 2010, geschreven door Elizabeth Thalhimer Smartt.